# I går og i morgen
I gaar og i morgen er en dansk spillefilm fra 1945 instrueret af Christen Jul og Søren Melson efter manuskript af Christen Jul og Kirstine Andersen.

## Handling
Direktør Albrechtsen, der leder et stort entreprenørfirma, er en hårdhændet og hensynsløs forretningsmand. Han viger ikke tilbage for tvivlsomme transaktioner, når de tjener hans interesser, og netop på dette grundlag kommer han i skarp konflikt med sin medarbejder gennem en årrække, civilingeniør Humlegaard, og konflikten fører til, at Humlegaard forlader firmaet. Vi følger nu i filmen de vidtrækkende konsekvenser af Albrechtesens brutale handlemåde.

## Medvirkende i udvalg
- Johannes Meyer
- Katy Valentin
- Ejner Federspiel
- Erling Schroeder
- Karin Nellemose
- Preben Lerdorff Rye
- Lis Smed
- Hans Henrik Krause
- Asbjørn Andersen
- Mime Fønss
- Erni Arneson
- Mogens Brandt
- Olaf Ussing
- Ellen Margrethe Stein